# So Blonde
So Blonde ist ein Point-and-Click-Adventure des französischen Entwicklers Wizarbox aus dem Jahr 2008. Es ist humorvoll angelegt und karikiert verschiedene Blondinen-Stereotype.

## Handlung
Die siebzehnjährige Sunny Blonde wirkt auf ihre Umwelt wie ein Paris-Hilton-Abziehbild: Sie ist blond und naiv, lebt vom Reichtum ihrer vermögenden Eltern und ist nur auf Kommerz, Partys und Dolce Vita gemünzt. Als sie gegen ihren Willen die Eltern zu einer Kreuzfahrt auf die Bermuda-Inseln begleiten muss, geht sie während eines Sturmes über Bord. In einem Rettungsboot treibt sie übers Meer, ehe sie in den Morgenstunden an der Küste einer tropischen Insel strandet.
Sunny möchte nur eines: Ihre Eltern erreichen, ein Hotel finden und schnellstens wieder von dem Eiland entkommen. Die namenlose Insel scheint allerdings zeitlich im 17. Jahrhundert, zur Blüte der Piratenära, stehen geblieben zu sein. Hilfe von den ihr sonderlich erscheinenden Bewohnern kann sie nicht erwarten, da die Insel unter dem Regime des einäugigen Freibeuters One-Eye und seines hünenhaften Leibwächters Diablo steht, vor denen alle kuschen. Zunächst erhält sie nur von zwei Individuen Hilfe: Einmal vom verträumten Bürgermeister Juan, der lieber Gedichte schreibt als regiert, und dann von Max, einem Tier, einem kleinen Bären sehr ähnlich, das – wie sich im Laufe der Handlung herausstellt – offensichtlich nur Sunny sehen kann.
Schnell findet Sunny heraus, dass sie ihre materialistische Art ablegen muss, wenn sie irgendwie die Insel wieder verlassen will. Dafür muss sie nicht nur One-Eyes Herrschaft beenden, sondern auch das Vertrauen der Einwohner gewinnen. Sunny macht sich daher an die Arbeit, die im Laufe der Handlung das Abhalten einer Hochzeit, eine Gefangenenbefreiung sowie die Heilung des mysteriösen Inselgeistes Atabey beinhaltet, der durch One-Eyes Regime geschwächt wird.
Im Spiel gibt es die Möglichkeit, insgesamt vier Bonusgegenstände zu sammeln, mit denen unterschiedlich viele Endsequenzen freigeschaltet werden können.

## Spielprinzip und Technik
So Blonde ist ein sogenanntes 2,5D-Adventure. Aus Polygonen zusammengesetzte, dreidimensionale Figuren agieren vor handgezeichneten 2D-Kulissen. Mit der Maus kann der Spieler seine Spielfigur durch die Örtlichkeiten bewegen und mit den Maustasten Aktionen einleiten, die den Spielcharakter mit seiner Umwelt interagieren lassen. Sunny kann so Gegenstände finden, sie auf die Umgebung oder andere Gegenstände anwenden und mit NPCs kommunizieren. Mit fortschreitendem Handlungsverlauf werden weitere Orte freigeschaltet; außerhalb geschlossener Räume kann sich die Spielfigur dabei über eine Landkarte schnell zu bereits besuchten Orten begeben. Am unteren Bildschirmrand ist das Inventar aufgeführt, in welchem alle mitgeführten Gegenstände aufgelistet werden. Diese können auch miteinander kombiniert werden. Alle in einem Spielbildschirm dargestellten Möglichkeiten zur Interaktion mit Gegenständen oder Personen werden als neben dem Objekt eingeblendete Bezeichnungskästchen eingeblendet, sobald man sie mit dem Cursor berührt. Auch Dialoge werden in Form von Textkästen als Sprechblasen-Variationen im Spielbildschirm angezeigt. Nur die Auswahl der Dialogthemen erfolgt am unteren schwarzen Balken.
Zudem existiert eine Hotspot-Taste, mit der man sich alle möglichen Objekte im Spielbildschirm anzeigen lassen kann. Trotz der vielen Handlungsorte wurde auf eine Kartenfunktion verzichtet, was für die Spielfigur lange Laufwege bedeutet. Per Doppelklick allerdings rennt diese oder verlässt einen Spielbildschirm schneller.
Im Spiel selbst gibt es keine Möglichkeit zu sterben, dafür wurden an verschiedenen Stellen kleine Mini-Spiele unterschiedlichen Schwierigkeitsgrades eingefügt, die eine gewisse Geschicklichkeit voraussetzen und deren Bewältigung unabdingbar für die Fortsetzung der Handlung sind. Diese können aber mittels einer Schummelfunktion auch umgangen werden.
Die Handlung ist in mehrere Kapitel unterteilt, welche außerdem von kleinen im Comicstil gehaltenen Clips unterbrochen werden.

## Produktionsnotizen
Die Spielstory wurde von Steve Ince verfasst, der zuvor an der Entwicklung der Adventurereihe Baphomets Fluch mitgewirkt hatte. So Blonde beinhaltet Verweise auf den Film Titanic, die Fernsehserie Lost sowie die erfolgreichen Adventures Sam & Max und Monkey Island.
2010 wurde für die Spiel-Plattformen Wii und Nintendo DS das Spiel So Blonde – Zurück auf die Insel auf den Markt gebracht. Dabei handelt es sich nicht um eine Fortsetzung, sondern um eine Variation der PC-Spiel-Handlung, bei der Sunny neue Handlungsorte und Spielfiguren kennenlernt und deren Handlung auch etwas düster gehalten ist. Zudem geht das Spiel auch in eine etwas andere Richtung.
2012 veröffentlichte Wizarbox mit Captain Morgane and the Golden Turtle einen Ableger um die Kapitänin Morgane, die in So Blonde einen Gastauftritt hatte.

## Rezeption
So Blonde erhielt vorwiegend positive Bewertungen. Die Rezensionsdatenbank GameRankings aggregiert 7 Rezensionen zu einem Mittelwert von 73 %.
Das deutschsprachige Onlinemagazin Adventure-Treff kritisierte die Story als etwas dünn und monierte eine unzulängliche Kartenfunktion, lobte aber die Entwicklung des Hauptcharakters über die Spielzeit sowie Grafik und Vertonung.